# Imam Shamil
L'Imam Shamil (in avaro: Шейх Шамил; in russo Имам Шамиль?, Imam Šamil'; Gimry, 26 giugno 1797 – Medina, 4 febbraio 1871) è stato un politico e imam àvaro, guida della resistenza antirussa nel Caucaso dal 1834 al 1859, durante la guerra caucasica.

## Biografia
Figlio di un proprietario terriero del Caucaso, nato in una località dell'attuale Daghestan, Shamil studiò grammatica, logica, retorica, e arabo acquistando fama di uomo dotto. Nel 1830 aderì al Muridismo, un movimento appartenente alla confraternita mistica islamica sufi. Sotto la guida di Ghazi Muhammad, la confraternita aveva iniziato una guerra santa contro i russi, i quali aveva formalmente acquisito il controllo del Daghestan dall'Iran nel 1813. Dopo che Ghazi Muhammad fu ucciso dai russi (1832) e il suo successore, Gamzat-bek fu assassinato dai suoi stessi seguaci (1834), Shamil fu eletto terzo imam (leader religioso-politico) del Daghestan.
Stabilito uno stato indipendente nel Daghestan (Imamato del Caucaso, 1834), Shamil riorganizzò e rafforzò le forze cecene e daghestane e le guidò in imponenti incursioni contro le posizioni russe nella regione del Caucaso. I russi prepararono una nuova spedizione contro Shamil nel 1838; ma, nonostante alcuni successi, fra i quali la conquista di Akhulgo, la principale roccaforte dei montanari caucasici, l'esercito russo non riuscì a catturare Shamil, né fu in grado di sconfiggerlo nelle spedizioni successive con le quali i russi riuscirono peraltro ad annettere fortezze e città ai loro domini. Le gesta di Shamil erano diventate leggendarie tra la sua gente, mentre la sua fama si diffuse in tutta l'Europa occidentale dove, all'epoca della guerra di Crimea, veniva visto come un romantico combattente per la libertà, una sorta di alleato di Francia e Inghilterra.

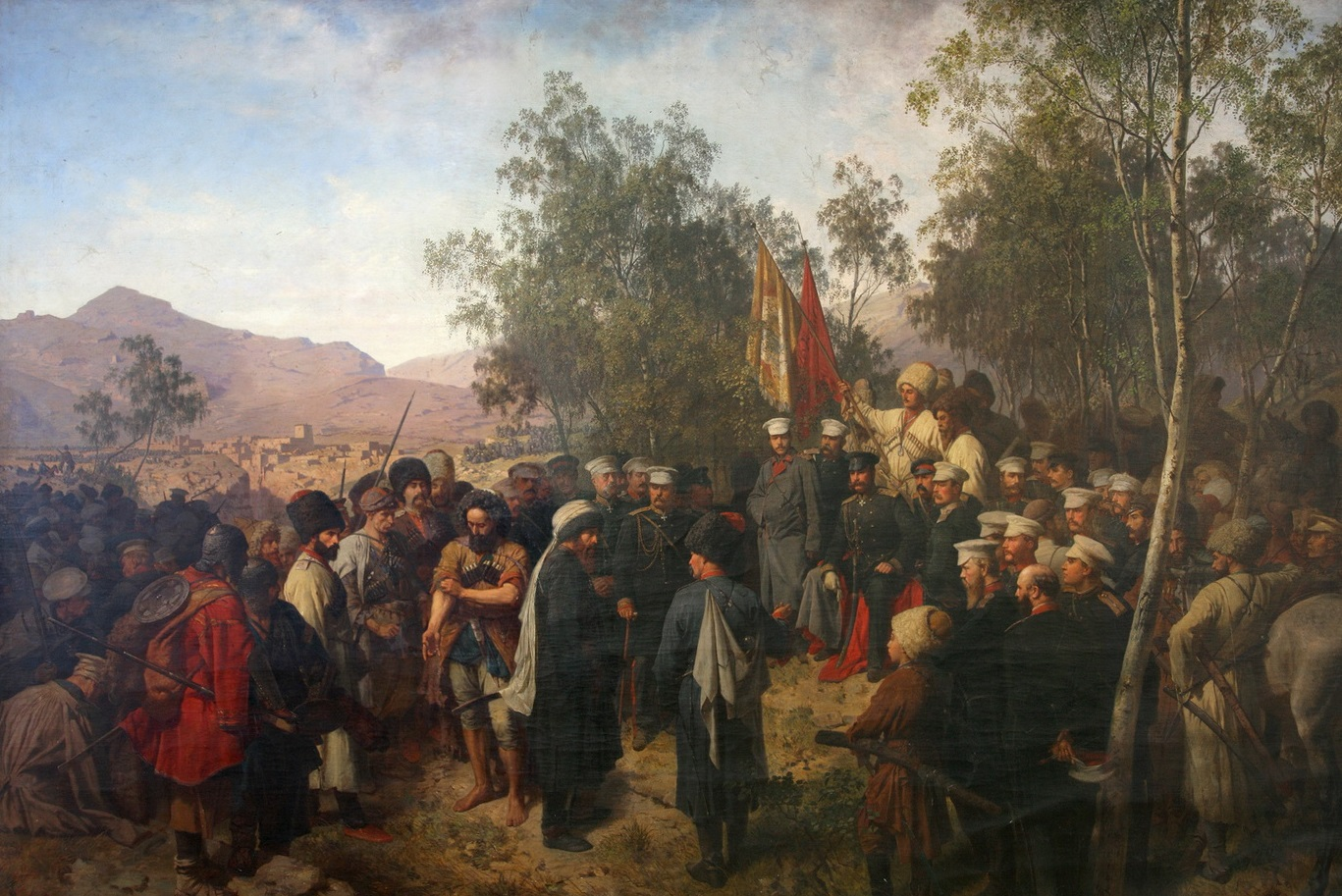
Cattura dell'imam Shamil (dipinto di Theodor Horschelt)

Shamil e i suoi figli a San Pietroburgo (1859)

Nel 1857 i russi, determinati a spegnere la rivolta nel Caucaso, allestirono un esercito numeroso e ben armato sotto la guida dei generali Evdokimov e Barjatinskij; i successi militari russi, assieme all'esaurimento crescente di seguaci di Shamil, portò alla resa di molti villaggi caucasici ai russi. Dopo che l'esercito russo prese d'assalto con successo la fortezza di Vedeno (aprile 1859), Shamil, accompagnato da alcune centinaia di seguaci, si ritirò sul monte Gunib. Il 6 settembre 1859 (25 agosto del calendario giuliano in uso al tempo nell'impero russo) Shamil, riconoscendo l'inutilità di continuare a combattere contro le schiaccianti forze russe che lo circondavano, si arrese al generale Barjatinskij. Condotto dapprima a San Pietroburgo, e fu poi esiliato a Kaluga, una città posta 188 km a sudovest di Mosca. Con il permesso dello zar nel 1870 fece un pellegrinaggio a La Mecca e morì nel 1871 a Medina. Dei suoi due figli, uno servì l'esercito russo, l'altro quello ottomano.
Shamil è uno dei personaggi del romanzo storico Chadži-Murat di Lev Tolstoj. Sebbene nel romanzo le simpatie dell'autore pendano verso i Ceceni, Shamil è dipinto come un politico fanatico e privo di scrupoli al pari dello zar Nicola I di Russia di cui Tolstoj nello stesso romanzo traccia un feroce ritratto.